# Periode van Lente en Herfst
De Periode van Lente en Herfst is een tijdperk in de geschiedenis van China. Deze periode wordt voorafgegaan door de Westelijke Zhou-dynastie en gevolgd door de Periode van de Strijdende Staten, die net als de Periode van Lente en Herfst een deelperiode van de Oostelijke Zhou-dynastie vormt. Het tijdperk is genoemd naar de Lente- en herfstannalen, Chunqiu, een hofkroniek van de staat Lu, die gebeurtenissen beschrijft die tussen 722 en 481 v.Chr. hebben plaatsgevonden, van het eerste regeringsjaar van hertog Yin van Lu tot het veertiende regeringsjaar van hertog Ai.

## Ontstaan en achtergrond
De periode begint in 722 v.Chr., 49 jaar nadat de hoofdstad van de Zhou-dynastie verplaatst was naar Luoyi, tegenwoordig Luoyang, omdat de westelijker gelegen hoofdstad Hao was verwoest na een aanval van barbaren. De Zhou-koning You was daarbij omgekomen en zijn zoon Ping verhuisde daarom naar veiliger gebied. De balans tussen hem en de leenmannen was echter uit evenwicht geraakt, de koning had nog slechts zijn rituele functie als intermediair tussen hemel en aarde. De leenmannen gingen voortaan hun eigen weg en het was voor de koning onmogelijk zijn gezag te herstellen.
Vanaf toen regeerden de Zhou-koningen alleen over het Koninklijk Gebied, dat uit niet meer bestond dan de stad Luoyang en de omgeving. De leenmannen werden al gauw krijgsheren, die ieder een staat, met een eigen interne feodale structuur, opbouwden en met elkaar oorlog voerden. In het begin waren dat slechts kleine veldslagen, maar later werden dat grote oorlogen, waarbij soms staten het land van hun buurman volledig veroverden. De kroniek Zuozhuan noemt 148 staten, waarvan Qi, Jin, Qin, Lu, Cao, Zheng, Song, Xu, Chen, Wey, Yan, Cai, Wu en Yue de belangrijkste waren. De vele kleine staatjes maakten plaats voor steeds grotere staten. De staten in de periferie, zoals Jin, Qin en Chu hadden hierbij het voordeel dat zij hun gebied naar buiten toe nog konden vergroten, om vervolgens als grotere staat met de andere staten de strijd aan te gaan. Chu werd aanvankelijk niet tot de Zhou-sfeer gerekend, maar beschouwd als een semi-barbaarse staat.
Ook de relaties tussen de heersende families droegen bij aan het ontstaan van oorlogen. Zoons en dochters werden uitgehuwelijkt in andere staten en dit schiep wederzijdse belangen bij de erfopvolging. Heersers hadden meer dan één zoon bij hun eigen vrouw en diverse concubines. Indien die zonen niet tevreden waren met hun erfdeel konden zij elkaar bevechten of overlopen naar andere staten. In de Zuozhuan komen dergelijke conflicten duidelijk naar voren.
Ondanks de politieke en militaire strubbelingen bestond er ook een verbondenheid tussen de staten. Sinds de Xia- en Shang-dynastie voelden de staten rond de Gele Rivier een bepaalde verbondenheid. Zij verwezen naar zichzelf als 'de Centrale Staten', zhongguo, of 'Alles onder de Hemel', tianxia. Hoewel bij de oorlogen die de staten voerden geen enkele wreedheid werd geschuwd, golden er ook onderlinge erecodes. Zo gaven legers elkaar de tijd om positie in te nemen en werd een verslagen adellijke familie nooit in haar geheel uitgeroeid. De bewoners van de staten in de Zou-sfeer noemden zichzelf 'mensen van de staat', guo ren, Huaxia, wat kan worden beschouwd als een voorloper van het begrip 'etnisch Chinees'. Zij beschouwden zich als de ware cultuurdragers van de Zhou-staten vooral tegenover buitenstaanders met afwijkende of eenvoudige culturen, zoals de barbaarse stammen Yi, Man, Di en Rong. Deze stammen die ook de gebieden van de Zhou-staten bewoonden, werden ‘mensen van het land’, ye ren, genoemd, om de tegenstelling aan te duiden tot de Huaxia die veelal in de steden leefden. De barbaarse stammen werden geleidelijk in de Zhou-staten geïntegreerd.

## De vroege Periode van Lente en Herfst
De eerste oorlog ontstond nadat de noordelijke Rong-stam de staat Yan en de Di-stam de staat Xing aanviel. Hertog Huan van Qi hielp Yan om de Rong te verslaan en bracht Xing over naar een veiligere regio. Vervolgens leidde hij in 656 v.Chr. een alliantie met de staten Lu, Song, Zheng, Chen en Xu tegen de staten Cai en Chu om hen tot trouw aan de Zhou-koning te dwingen. De alliantie behaalde een overwinning bij Zhaoling, het huidige Yancheng in de huidige provincie Henan. Chu werd gedwongen een schatting aan de Zhou-koning te betalen. In 651 v.Chr. werd er een vredesverdrag getekend, dat door alle partijen in acht werd genomen.
Na de dood van hertog Huan in 643 v.Chr. verschoof de hegemonie naar de staat Jin die onder leiding van hertog Wen namens de koning van Zhou pretendeerde te opereren en feitelijk de dienst uitmaakte over het koningschap. Verontrust door de groeiende macht van Jin leidde in 632 v.Chr. de staat Chu een alliantie met de staten Chen, Cai, Zheng en Xu tegen de staat Song, die pro-Jin was. Jin vormde een leger met Song, Qi en Qin en wist de invasiemacht bij Chengpu te verslaan. Na de dood van hertog Wen in 627 v.Chr. probeerde hertog Mu van Qin die situatie te benutten door de staat Zheng aan te vallen. Hij werd echter door Jin verslagen, waarbij zijn drie generaals gevangen werden genomen. Sedertdien was hij gedwongen zijn macht te beperken tot de westelijke regionen. Jin dankte zijn militaire kracht mede aan de cavalerie, die zich voor de verdediging tegen noordelijk niet-Chinese nomadenstammen steeds beter had ontwikkeld. Het belang van strijdwagens nam steeds meer af.  
De rivaliteit tussen Chu en Jin bleef voortbestaan. Vooral de kleinere staten hadden te lijden onder de voortdurende oorlogen. Bovendien leidden de grote oorlogen ook weer tot burgeroorlogjes in de kleinere staten. In 597 v.Chr. versloeg hertog Zhuang van Chu een Jin-leger bij Bi, nabij het huidige Zhengzhou, en verkreeg hiermee de hegemonie. Dit was voor de staat Song aanleiding een eerste vredesconferentie te beleggen. Bij een tweede conferentie in 546 v.Chr. werd een overeenkomst gesloten: er werd een hegemoniaal evenwicht gevonden door de kleinere staten Song, Lu, Zheng, Cai, Xu, Chen en Cai een schatting aan Chu en Jin te laten betalen. Chu en Jin gingen een alliantie aan met respectievelijk Qin en Qi.

## De late Periode van Lente en Herfst
De late Periode van Lente en Herfst wordt door twee ontwikkelingen gekenmerkt:
1. Toenemende rivaliteit en strijd tussen de adellijke families en een afnemende macht van de hertogen in de diverse staten.
2. De opkomst van de staten Wu en Yue.

De hertogen bekommerden zich in steeds mindere mate om het bestuur van hun staat en dompelden zich vooral in weelde. Dit gaf de adel de ruimte om politieke macht naar zich toe te trekken. Dit was vooral zichtbaar in de staat Jin na de dood van hertog Wen, in de staat Qi na de dood van hertog Huan en in de staat Lu.
De voordien onbetekenende staat Wu was vanaf 584 v.Chr. begonnen met het uitbreiden van zijn militaire macht onder opperbevel van de legendarische Sunzi. In 506 v.Chr. begon Wu hiermee een offensief tegen de staat Chu dat uit vijf succesvolle aanvallen bestond. De hoofdstad van Chu, Yingdu, werd ingenomen, waarbij de koning gedwongen was te vluchten. Alleen door tussenkomst van Qin kon Chu worden gered, waarna Wu zelf met aanvallen te maken kreeg van zijn buurstaat Yue, waarbij prins He Lü van Wu sneuvelde.
De zoon van He Lü, prins Fu Chai zocht naar wraak en versloeg en onderwierp Yue, maar overspeelde uiteindelijk zijn hand wat tot de ondergang van Wu leidde. Prins Goujian van Yue trok vervolgens naar het noorden om ook aan een conferentie te Huangchi, het huidige Fengqiu in Henan, met de andere prinsen deel te nemen. Zowel Fu Chai als Goujian hadden als inzet Jin de hegemonie te ontnemen. Uitkomst was dat de relatie tussen de zuidelijke en noordelijke staten werd genormaliseerd.
In 403 v.Chr. valt de sterke staat Jin uiteen in Wei, Zhao en Han. Dit wordt meestal gezien als het begin van de Periode van de Strijdende Staten. Gedurende de Periode van Lente en Herfst was het aantal staatjes waaruit China bestond door veroveringen afgenomen van grofweg 1800 tot 100, waarvan er nog maar enkele politiek relevant waren. Chu was van een semi-barbaarse staat geleidelijk een volwaardig lid geworden van de 'Centrale Staten'. De Chinese invloedssfeer had zich hiermee ook uitgebreid tot het gebied rond de Jangtsekiang.

## Economie en samenleving
De competitie tussen de verschillende staten was een drijfveer voor economische, technologische en sociale vooruitgang en innovatie. Heersers begonnen zich actief te richten op het stimuleren van bevolkingsgroei in hun staten. Zij hadden hun zetel in de grote steden, waarin de tempels en paleizen waren beschermd door een aarden muur. Soms was er ook nog een tweede buitenmuur ter bescherming van boeren en arbeiders. Het volk identificeerde zich sterk met de cultuur van zijn staat, hoewel mensen regelmatig om economische redenen van de ene staat naar de andere verhuisden. De wijze waarop goederen werden geproduceerd maakte grote veranderingen door. Dit ging gepaard met de transformatie van een slavenmaatschappij naar een feodale maatschappij. In algemene zin kan worden gesproken van een groeiende sociale mobiliteit.
IJzer, dat al sinds de Shang-dynastie werd gebruikt, was gemeengoed geworden. Er werd steeds grootschaliger aan mijnbouw gedaan, met name in Linzi, in de provincie Shandong, en in de Tonglu-bergen, in de provincie Hubei. Volgens oude archieven waren er 3.609 bergen die ijzer bevatten. De mijntunnels hadden technieken voor transport, ventilatie en afwatering. In de Late Periode wisten handwerksmannen in de staat Wu al hoe van ijzer scherpe zwaarden konden worden gemaakt. In 513 v.Chr. kon in de staat Jin het wetboek van strafrecht in ijzer worden gegoten. IJzer werd vaak als belasting geïnd. In de staat Qi werden voor het eerst ook ijzeren voorwerpen gebruikt voor agrarische doeleinden. Hierdoor werd het ook mogelijk lastdieren in te zetten. Het werd een steeds gebruikelijker beeld dat ossen het land omploegden.  
Door de verhoging van de productiviteit in de agrarische sector werd er een proces ingezet, waarbij collectieve werkgemeenschappen van slaven of dorpen geleidelijk werden vervangen door zelfstandige boeren. Doordat slaven wegliepen of productiviteit verloren ging, kwam steeds meer land braak te liggen. Hierdoor realiseerden landbezitters zich, dat het voordeliger was om zelfstandige boeren aan te trekken. Doordat boeren individueel hun land beheerden en bewerkten waren publieke regelingen ten aanzien van de allocatie van landbouwgrond niet langer noodzakelijk. Het gezin of huishouden van de boer werd de nieuwe relevante productie-eenheid. Boeren waren geen lijfeigenen van een exploitant meer, maar hadden een semi-zelfstandige positie. De exploitant werd een landheer die in een wederkerige relatie tot zijn boeren stond. Ook slaven, die werden ingezet voor het bouwen van collectieve werken zoals verdedigingsmuren, liepen weg als ze te zwaar werden belast. Dit gebeurde bijvoorbeeld in 641 v.Chr. in de stad Liang, die daardoor onverdedigd achterbleef en door Qin kon worden ingenomen. 
Er vond een geleidelijke ontwikkeling naar een markteconomie plaats. Industrie en handel speelden in de Periode van Lente en Herfst nog geen belangrijke rol in de economie. Wel bleken kooplieden commerciële en politieke activiteiten vaak met elkaar te verknopen en daardoor aanzienlijke invloed uit te oefenen. Van Zi Gong, die een belangrijke volgeling van Confucius was, is bekend dat al zijn handelsactiviteiten slechts omwille van politieke doeleinden werden verricht. Belangrijke commerciële ontwikkeling was de vervanging van rolletjes zijde door muntgeld als betaalmiddel.
Men begon ook met het aanleggen van kanalen. Vooral koning Fu Chai van de staat Wu was hierin zeer bedreven.

## Geestelijk leven
Het fundament voor de intellectuele ontwikkeling van China werd in de Periode van Lente en Herfst gelegd. De zwakke politieke macht van de Zhou-dynastie zette tot denken aan over datgene wat een volk nog meer kan verbinden. Ook trachtte men in een hoger geestelijk leven te ontsnappen aan de dagelijkse wreedheden van de oorlog. Door de sociale veranderingen interesseerde een bredere kring dan alleen de adel zich voor cultuur en literatuur. Intellectuelen wisten een voorname positie in de samenleving in te nemen en door het formuleren van idealen de maatschappij richting te geven. 
In de late periode zette Confucius een nieuwe trend in door privaat onderwijs aan brede groepen mensen aan te bieden. In de 5e eeuw v.Chr. kwamen twee belangrijke idealistische geestesstromingen op, het confucianisme en een stroming, waarvan Mo Zi de grondlegger was. Hoewel zij overeenkomsten hadden, bijvoorbeeld in hun opvatting dat mensen worden gevormd door hun omgeving en cultuur, was de stroming van Mo Zi radicaler in de opvatting over liefde en in de kritiek op het overerven van bestuursfuncties binnen de adelstand. Het streven van beide stromingen om van mensen deugdzamere wezens te maken, stond op gespannen voet met het uitgangspunt van het taoïsme, dat de natuur haar eigen weg, Dao, moest gaan. Van die stroming was Laozi de belangrijkste vertegenwoordiger.